# Geminoid
En Geminoid er en speciel menneskelignende robot. Den er udviklet af Hiroshi Ishiguro, der arbejder for Advanced Telecommunications Research Institute International (ATR) i Japan. Den er teleopereret og har udsende efter et specifikt menneske. 
Modellen Geminoid HI-4 ligner Hiroshi Ishiguro selv - og Geminoid F ('F' for female) er modelleret efter en unavngiven faktisk kvinde i sine 20'ere. "Geminoid" navnet er et registret varemærke hos ATR instituttet.
Lektor Henrik Schärfe fra Aalborg Universitet har også fået lavet en eksakt robot-kopi af sig selv. Denne model kaldes en Geminoid DK ('DK' for Danmark).
En lignende - også meget menneskelignende robot er Actroid'en.